# Ann Putnam, Jr.
Ann Putnam, Jr. (18 de outubro de 1679 - 1716), juntamente com Elizabeth "Betty" Parris, Maria Jordão e Abigail Williams, era uma testemunha importante na acusação no julgamento das bruxas de Salém de Massachusetts durante a parte posterior do século 17 da América Colonial.
Nascida em 1679 em Salem, Massachusetts, era a filha mais velha de Thomas Putnam (1652-1699) e Ann Carr (1661-1699). E, amiga de algumas das meninas que afirmavam ter sido atingidas por bruxaria. Em março de 1692, proclamou também ter sido atingida por influências malignas.

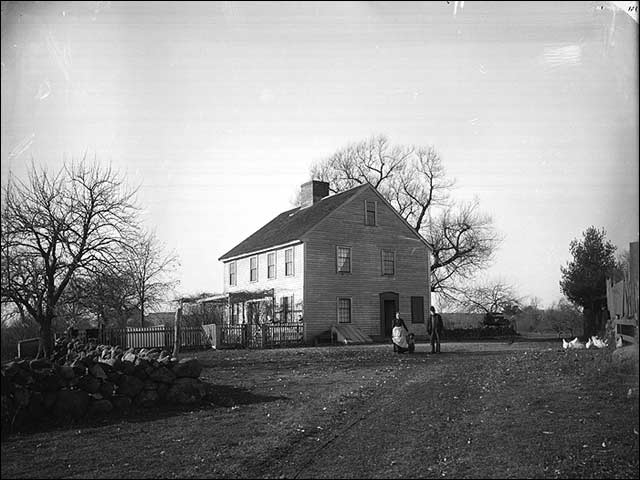
Casa de Ann Putnam em Salém

Ela era uma prima distante dos generais Israel Putnam e Rufus Putnam. Na peça The Crucible de Arthur Miller, seu nome é Ruth.